# Metagonia paranapiacaba
Metagonia paranapiacaba là một loài nhện trong họ Pholcidae. Loài này được phát hiện ở Brasil.